# Vincent Canby
Vincent Canby (Chicago, 27 de julho de 1924 – Nova Iorque, 15 de outubro de 2000) foi um crítico de cinema e teatro americano. Atuando como o principal crítico do The New York Times a partir de 1969, Canby foi o autor de mais de 1 000 resenhas.

## Biografia
Canby nasceu em Chicago, Illinois, filho de Katharine Anne (née Vincent) e Lloyd Canby. Após servir no Exército dos Estados Unidos no Teatro de Guerra do Pacífico, Canby frequentou a Dartmouth College e foi crítico de cinema da Variety por seis anos.
O diretor Woody Allen credita a leitura da resenha de Canby do filme Take the Money and Run como um ponto crucial de sua carreira. Durante a década de 1990, Canby passou a se dedicar ao teatro, assinando as críticas do New Times a partir de 1994.
Sua carreira inspirou o filme For the Love of Movies: The Story of American Film Criticism, onde diversos críticos discutem a sua influência. Canby nunca se casou, mas foi durante considerável período de tempo o companheiro de Penelope Gilliatt. Sua morte se deu por um câncer, em 15 de outubro de 2000.